# 卡拉奇證券交易所
卡拉奇证券交易所（PSX-KSE）是曾經位於巴基斯坦信德省卡拉奇的一家证券交易所，也曾經是該國第一家以及最大的證券交易所，成立于1947年9月18日。1949年3月10日，卡拉奇证券交易所有限公司成立 。2016年，卡拉奇证券交易所與其他交易所合并组成巴基斯坦證券交易所。